# Becchi (famiglia)
I Becchi furono una famiglia storica di Firenze, dal XIII secolo.
Il loro stemma di famiglia era composto da tre caproni neri ("becco" vuol dire proprio caprone) in campo oro.
I Becchi rientrarono nel novero delle famiglie clienti dei più potenti Medici.

## Esponenti illustri
- Giovanni di Buiamonte de' Becchi (?-1310), citato da Dante Alighieri nel girone degli usurai dell'Inferno (XVII vv. 72-73).[4]
- Guglielmo Becchi (1411-1491), vescovo di Fiesole.[5]
- Gentile de' Becchi (1430-1497) fu tutore di Lorenzo il Magnifico[6] e, per sua intercessione, vescovo di Arezzo.